# آدام و سگ
آدام و سگ (به انگلیسی: Adam and Dog) نام انیمیشن کوتاه محصول کشور آمریکا می‌باشد که به کارگردانی مینکیو لی ساخته شده است. قابل ذکر است این اثر مستقل افتخار نامزدی جایزه اسکار بهترین انیمیشن کوتاه در سال ۲۰۱۳ را نیز در کارنامه خود دارد. داستان انیمیشن درباره پیدایش جهان هستی است، جایی که یک سگ و انسان (آدام) برای اولین بار با هم دوست می‌شوند و…